# Koggbron

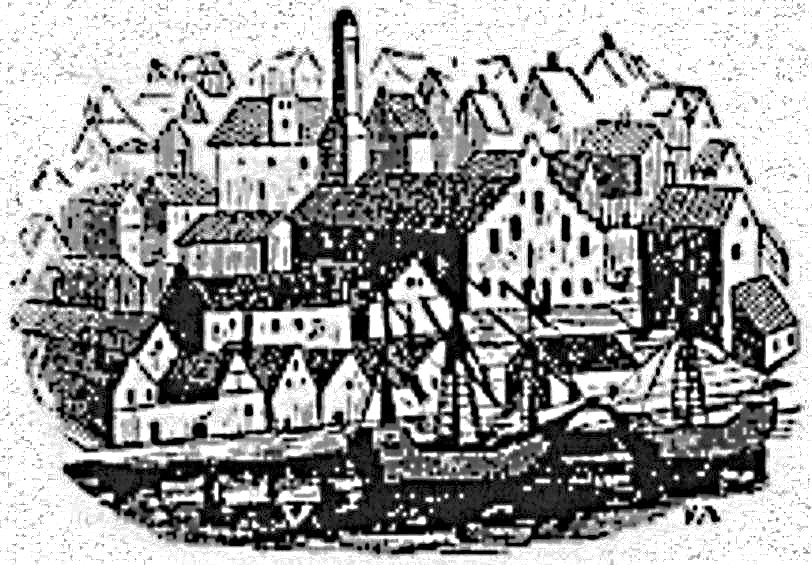
Koggbron och några koggar nedanför Stadens våghus omkring 1510.

Koggbron (även Koggabron, Kogghamn och Stadsbron) var Stockholms medeltida hamn mot Saltsjön, och låg ungefär i nuvarande kvarteret Argus. Koggbron och strandlinjen österut kallades också stadens allmänningsbro. Efter tillkomsten av Kornhamn hette den även bron östantill. På en illustration från 1510-talet syns hamnen med koggar framför Svartbrödraklostret. Koggbron ersattes på 1600-talets mitt av den betydligt större och modernare  Skeppsbron.

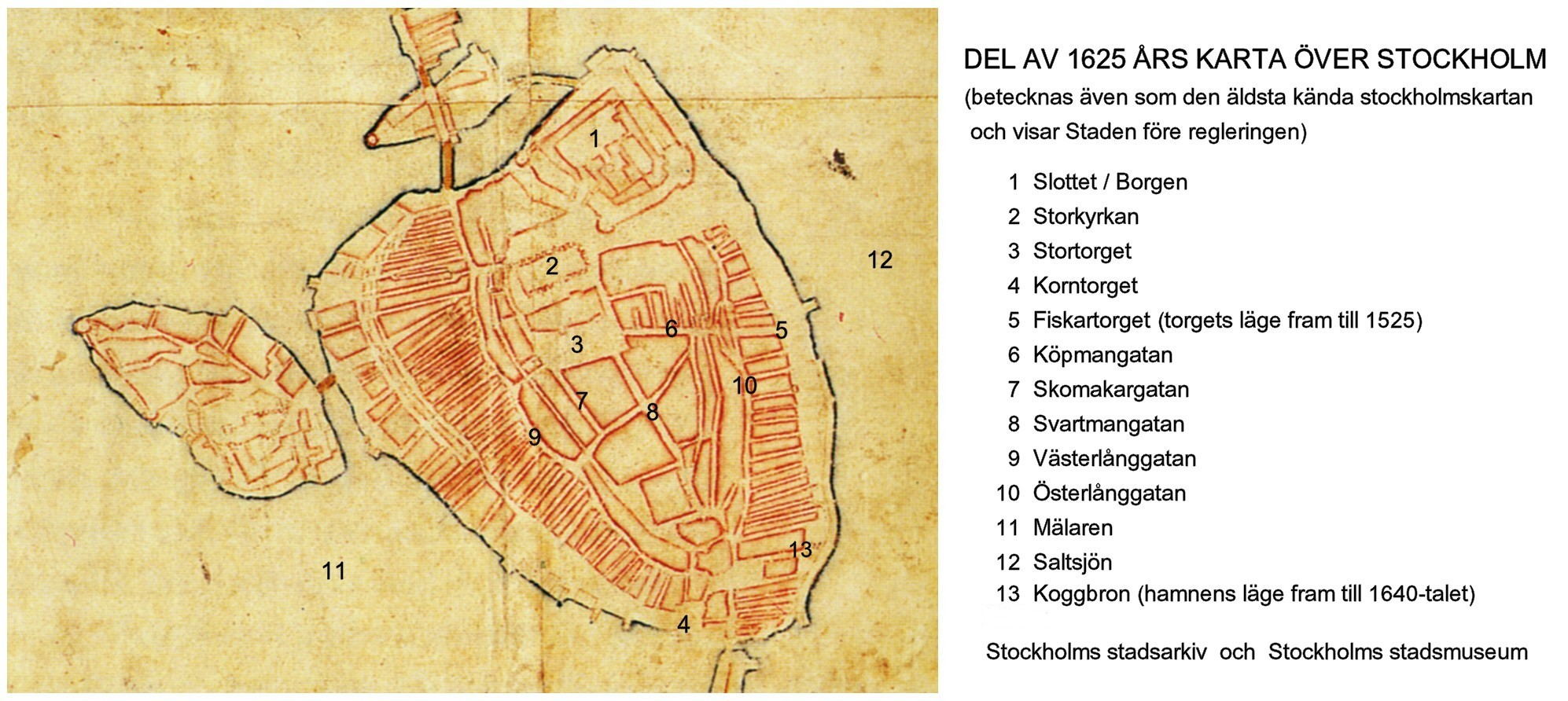
Koggbrons tidigare läge utmärkt på en karta från tidigt 1600-tal, se punkt 13.

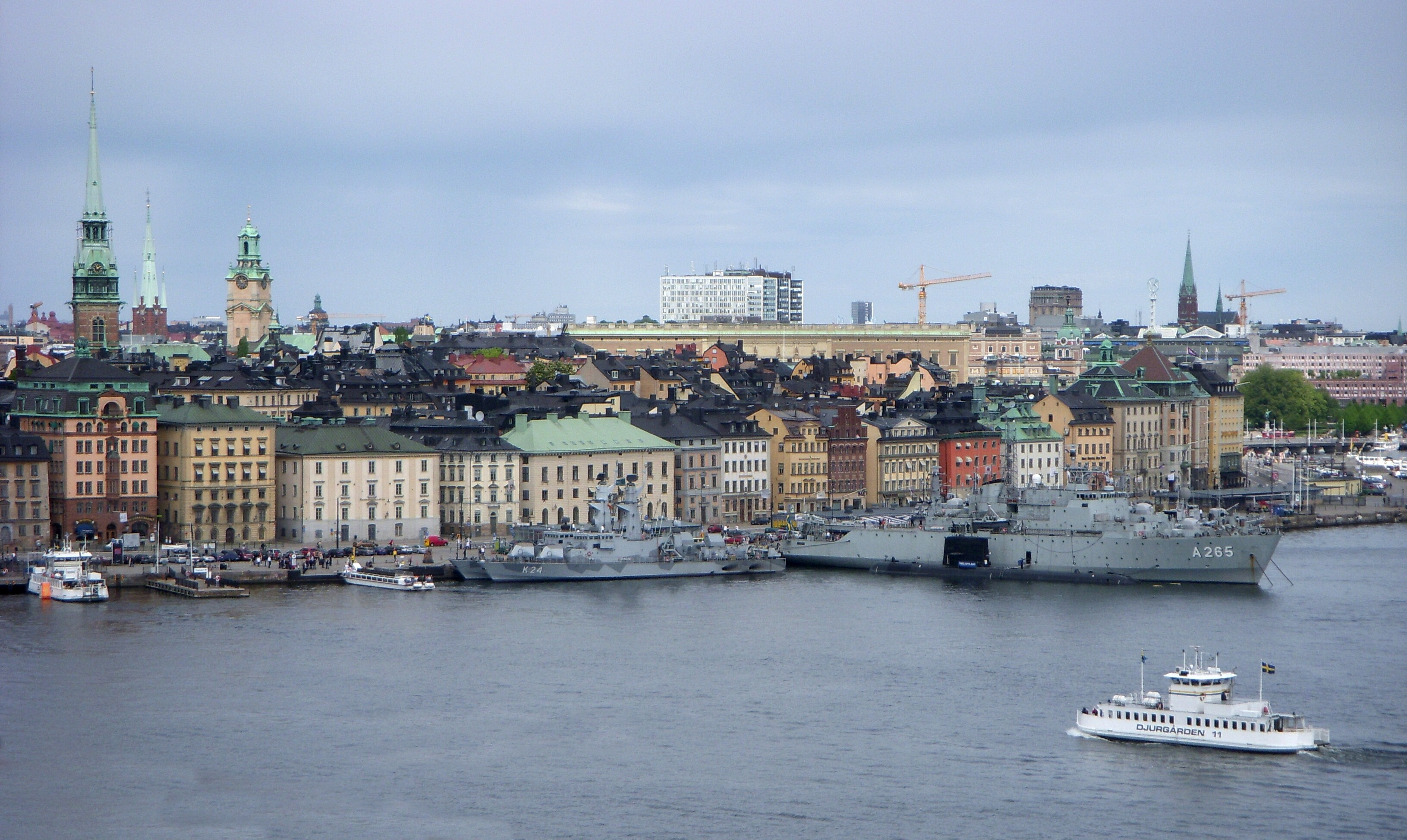
Liknande vy som ovan 2009; Koggbron låg drygt 100 meter innanför svenska flottans förtöjningsplats vid södra delen av Skeppsbron.

Under medeltiden hade Stadsholmen (Gamla stan) två viktiga hamnar. Båda låg på Stadsholmens södra del. Mot väst fanns Kornhamn för sjötrafik till och från Mälaren. Mot öst fanns Kogghamn, som var den internationella hamnen, där de stora koggarna lade till under Hansetiden. De varor som importerades till Stockholm utgjordes bland annat av salt, kryddor, olja, öl, vin, lergods, dyrbara tyger och kläder. Innan varorna kunde föras in till staden och kunderna måste de förtullas. Exporten bestod huvudsakligen av koppar och järn från Bergslagen samt hudar, pälsverk, torkad/saltad fisk och smör. Nästan inga varor producerades i själva Stockholm.
En övervägande del av utrikeshandeln låg i tyska händer. Tyska språket och tysk kultur präglade stadslivet i Stockholm och tyskt kapital och tyska affärsmetoder bidrog till en intensiv ekonomisk utveckling. På 1400-talet bodde många tyska köpmän i området mellan Kornhamn och Kogghamn.
1200-talets Koggbro låg 100-120 meter innanför nuvarande Skeppsbrons kajkant. Landhöjningen och stora utfyllnader medförde att brobänkens läge försköts åt öster. Vid 1500-talets senare del hade den flyttats 30-40 meter närmare dagens kaj. Lämningar av Koggbron påträffades i samband med grundförstärkning av kvarteret Argus och har daterats till 1580-talet. Konstruktionen bestod av tätt nedslagna pålar inom knuttimrade stenkistor. I området har också den yngre stadsmuren från 1400- och 1500-talen varit belägen, inklusive två av murens torn.
Kogghamnen var en så kallad djuphamn. Det innebar att fartyg kunde lägga till direkt vid kaj, och lossa och lasta sina varor där utan att behöva kasta ankar längre ut.  Hamnens kvalitéer beskrevs av  Olaus Magnus med följande ord:.
| ” | "På södra stranden är den (Stockholm) så väl försedd med hamnplatser och bryggor, att även de största skepp som gå öfver världshavfvet, ej behöva kasta ankar, sedan de efter ankomsten dit fällt sina segel, utan omedelbart kunna lägga till vid bryggan och där fastgöras allenast med linor för att efter behov lossa eller lasta allehanda varor, såsom jag i det föregående berättat på tal om denna storartade hamn och stapelplats." | „ |

Hamnen användes huvudsakligen från maj till november. Hur omfattande den medeltida sjötrafiken var är inte känt, men i slutet av 1530-talet angjorde årligen ett hundratal utländska fartyg Stockholms hamn. Så sent som vid 1600-talets mitt kom endast en procent av handelsvarorna till staden på landsvägar.